# Meurival
Meurival é uma comuna francesa na região administrativa de Altos da França, no departamento de Aisne. Estende-se por uma área de 2,89 km². Em 2010 a comuna tinha 54 habitantes (densidade: 18,7 hab./km²).